# Bloodflowers
Bloodflowers es el undécimo álbum de estudio de la banda británica de rock alternativo The Cure. Fue lanzado al mercado en 2000 y el único álbum de The Cure en no tener sencillos oficiales, aunque las canciones «Out of This World» y «Maybe Someday» fueron radiadas por algunas emisoras de radio como material promocional del disco. Fue el último disco de estudio editado con la discográfica de Chris Parry, Fiction Records y el tercero en seguir una serie de álbumes editados cada cuatro años, iniciada con Wish en 1992.

## Antecedentes

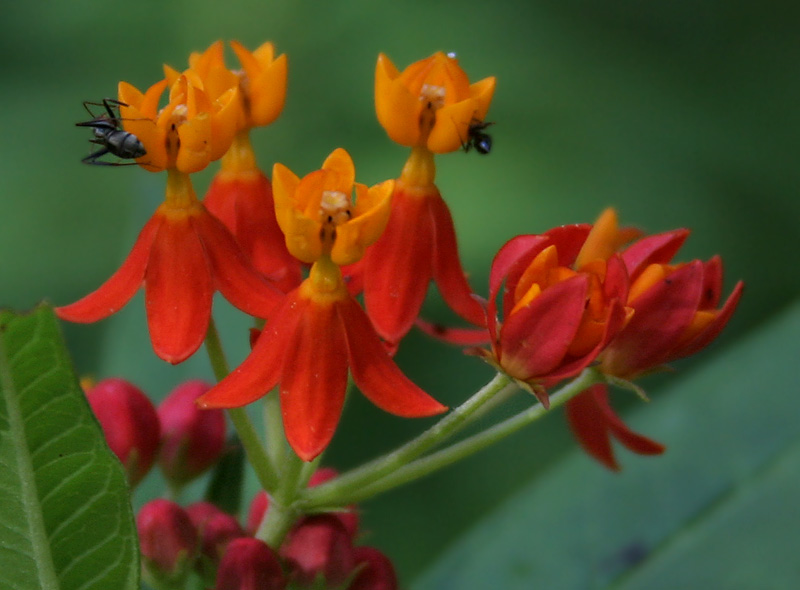
En la imagen, Asclepias curassavica o más conocidas como «flores de sangre», fueron las que dieron título al álbum con el que Robert Smith decidió volver a las atmósferas trágicas y depresivas.

Bloodflowers originalmente estuvo planeado para lanzarse durante la primavera de 1998, pero Robert Smith, el líder de la banda, demandó más tiempo a Fiction Records, su discográfica de entonces, por varias razones y así construir un álbum mejor que su predecesor Wild Mood Swings. Este álbum de reducido presupuesto es considerado por muchos de sus seguidores como el retorno a las raíces oscuras de la banda tras álbumes de gran presupuesto y desigual resultado.[cita requerida]

## Recepción

### Crítica
Bloodflowers tuvo una buena acogida entre la crítica y un relativo éxito entre el público. Fue este éxito el que, supuestamente, llevó a Robert Smith a reconsiderar su decisión de disolver la banda definitivamente tras la gira de este álbum.[cita requerida]
Asimismo, Bloodflowers resultó ser el tercer y último álbum (junto con Pornography y Disintegration) en aparecer en los conciertos de la «trilogía de Robert Smith». Estos conciertos tuvieron lugar en Berlín en 2002. En ellos, el grupo tocó los tres discos de principio a fin. Los conciertos fueron editados oficialmente en 2003 por Fiction Records en un DVD titulado The Cure: trilogy.

### Premios
La banda fue nominada por Bloodflowers al Grammy como mejor álbum de música alternativa durante el certamen del año 2001, pero finalmente no obtuvo dicho galardón.

### Posiciones y certificaciones
| Año  | Lista | Posición | Certificación |
| ---- | ----- | -------- | ------------- |
| 2000 | UK    | 14       | —             |
| 2000 | USA   | 16       | —             |
| 2000 | AUS   | 11       | —             |
| 2000 | AUT   | 22       | —             |
| 2000 | FRA   | 3        | —             |
| 2000 | ALE   | 5        | —             |
| 2000 | NLD   | 50       | —             |
| 2000 | NZ    | 41       | —             |
| 2000 | NOR   | 5        | —             |
| 2000 | SUE   | 5        | —             |
| 2000 | SUI   | 3        | Disco de Oro  |

## Listado de canciones
- Todas las canciones fueron escritas por Smith, Gallup, Bamonte, Cooper, O'Donell. Letras por Smith.

| N.º | Título                                                                                                  | Duración |  |
| 1.  | «Out of This World» (canción lanzada como promocional del álbum, no comercialmente como sencillo)       | 6:43     |  |
| 2.  | «Watching Me Fall»                                                                                      | 11:13    |  |
| 3.  | «Where the Birds Always Sing»                                                                           | 5:44     |  |
| 4.  | «Maybe Someday» (canción lanzada como promocional del álbum, no comercialmente como sencillo)           | 5:04     |  |
| 5.  | «Coming Up» (canción aparecida sólo en la versión LP y en las versiones australiana y japonesa del CD.) | 6:26     |  |
| 6.  | «The Last Day of Summer»                                                                                | 5:36     |  |
| 7.  | «There Is No If...»                                                                                     | 3:43     |  |
| 8.  | «The Loudest Sound»                                                                                     | 5:09     |  |
| 9.  | «39» | 7:19     |  |
| 10. | «Bloodflowers»                                                                                          | 7:31     |  |

Temas extra
| N.º | Título                                                                                        | Duración |  |
| 1.  | «Spilt Milk» (canción extra sólo disponible a través de Internet)                             | 4:53     |  |
| 2.  | «Just Say Yes» (canción no incluida en el CD y sencillo del Greatest Hits)                    | 3:30     |  |
| 3.  | «Signal To Noise» (canción extra incluida en sencillo Cut Here)                               | 4:03     |  |
| 4.  | «Possession» (canción incluida en Join the Dots grabada durante las sesiones de Bloodflowers) | 5:17     |  |
| 5.  | «Cut Here» (canción no incluida en el disco y lanzada como sencillo de Greatest Hits)         | 4:10     |  |

## Créditos
| The Cure - Robert Smith - (Líder) Guitarra, voz, Teclados - Simon Gallup - Bajo - Perry Bamonte - Guitarra, Bajo de seis cuerdas - Jason Cooper - Batería, percusiones - Roger O'Donnell - Teclados | Producción - Productores - Paul Corkett, Robert Smith - Ingenieros de Sonido - Paul Corkett, Sacha Jankovich - Mezcladores - Paul Corkett, Robert Smith - Masterizador - Ian Cooper - Coordinador de proyecto - Daryl Bamonte - Fotografía - Perry Bamonte, Paul Cox, Alex Smith - Logotipo - Alexis Yraola |